# Caryocaraceae
Caryocaraceae is een familie van tweezaadlobbige planten. Een familie onder deze naam wordt universeel erkend door systemen voor plantentaxonomie, en ook door het APG-systeem (1998) en het APG II-systeem (2003).
Het gaat om een kleine familie van hooguit enkele tientallen soorten bomen en struiken, in de neotropen.
Het Cronquist-systeem (1981) plaatste deze familie in de orde Theales.
De familie kent twee geslachten: Anthodiscus G.Mey. en Caryocar F.Allam. ex L.